# Інститут технологічних досліджень штату Сан-Паулу
Інститут технологічних досліджень штату Сан-Паулу (порт. Instituto de Pesquisas Tecnológicas do Estado de São Paulo, IPT) — науково-дослідницький інститут у місті Сан-Паулу, Бразилія. Інститут був заснований в 1899 році як Лабораторія опору матеріалів Політехнічної школи USP. Зараз це один з найбільших та найважливіших науково-дослідницьких інститутів країни. Інститут пов'язаний з Секретаріатом розвитку штату Сан-Паулу, проводячи адміністративну координацію, та надає значну увагу публічній політиці.
IPT займає площу близько 94 тис. м² лабораторій та інших приміщень, розташовану в 62 будівлях, 72 лабораторіях та 25 відділах на території Університетського містечка Арманду ді Саллеса Олівейри в Сан-Паулу, з філіалами у Франці та Гуарульюсі.
Інститут адміністративно поділяється на 14 технічних підрозділів:
- Центр морської інженерії (Centro de Engenharia Naval e Oceânica);
- Центр інтегрованих структур та обладнання (Centro de Integridade de Estruturas e Equipamentos);
- Центр метрології рідин (Centro de Metrologia de Fluidos);
- Центр метрології в хімії (Centro de Metrologia em Química);
- Центр механічної та електричної метрології (Centro de Metrologia Mecânica e Elétrica);
- Центр робіт з інфраструктури (Centro de Obras de Infra-Estrutura);
- Центр інформаційних технологій, автоматизації та мобільності (Centro de Tecnologia da Informação, Automação e Mobilidade);
- Центр технології процесів і продуктів (Centro de Tecnologia de Processos e Produtos);
- Центр технології лісових ресурсів (Centro de Tecnologia de Recursos Florestais);
- Центр технологій навколишнього середовища і енергетики (Centro de Tecnologias Ambientais e Energéticas);
- Центр технологій індустрії моди (Centro Tecnológico da Indústria da Moda);
- Центр технологій штучного середовища (Centro Tecnológico do Ambiente Construído);
- Ядро технологічного обслуговування малих підприємств (Núcleo de Atendimento Tecnológico à Micro e Pequena Empresa);
- Ядро економіки і управління технологіями (Núcleo de Economia e Administração de Tecnologia).

В IPT працюють близько 511 дослідників, 405 інженерів, 115 працівників служб обслуговування, 255 адміністративних працівників, 310 молодих вчених, 647 незалежних співпрацівників, разом 2200 чоловік.